# Elektrisk flux
Elektrisk flux betegner i elektromagnetismen den rate, hvormed et elektrisk felt gennemstrømmer en 2-dimensionel overflade. I kvalitativ forstand er det et mål for hvor mange feltlinjer, der krydser fladen per areal. Der er ikke tale om en egentlig elektrisk strøm, men strømmen af selve det elektriske felt.
Begrebet har forbindelse til flere resultater i elektrodynamikken, og er beslægtet med magnetisk flux, der er det tilsvarende begreb for magnetiske felter.

## Definition som differential
Den elektriske flux er en skalar værdi, der afhænger af feltet og fladens struktur.
For et generelt elektrisk felt {\displaystyle \mathbf {E} } og et arealelement {\displaystyle d\mathbf {A} }, er den elektriske flux defineret ved
{\displaystyle d\Phi _{E}=\mathbf {E} \cdot d\mathbf {A} .}
Bemærk, at vinklen som feltet danner med arealelementets normalvektor har indflydelse på størrelsen af den elektriske flux. 

## Den totale flux gennem en flade
Den totale flux gennem en flade kan findes ved at integrere det ovenstående udtryk over fladen, så den totale flux bliver
{\displaystyle \Phi _{E}=\iint _{S}\mathbf {E} \cdot d\mathbf {A} .}
For konstante felter, hvis feltlinjer rammer fladen vinkelret, kan dette udtryk simplificeres til 
{\displaystyle \Phi _{E}=EA,}
produktet af feltstyrken og arealet.

## Lukkede flader og Gauss' lov
Den elektriske flux kan findes for alle flader, men for lukkede flader har den speciel betydning, da den indgår i Gauss' lov, en af de fire Maxwell-ligninger. For lukkede flader gælder det, at den elektriske flux ud af fladen er proportionel med den totale ladning, der befinder sig indenfor fladen. Matematisk skrives dette
{\displaystyle \Phi _{E}=\oint _{S}\mathbf {E} \cdot d\mathbf {A} ={\frac {Q_{tot}}{\varepsilon _{0}}},}
hvor {\displaystyle Q_{tot}} er den totale ladning og {\displaystyle \varepsilon _{0}} er vakuumpermittiviteten.